# Fotografia Unal
Fotografia Unal (1864 - 1983). Galeria fotogràfica.
Els Unal establiren galeria fotogràfica en diferents moments a Girona, Figueres, Barcelona i Molins de Rei. El fundador d'aquesta dinastia va ser Amis Unal Alá (Barcelona 1843, Girona 1913) que s'establí a Figueres el 1864 com a operador de la sucursal de la “Fotografía Española de Barcelona”. Arribà a Girona el 1866 i compartí galeria amb Tomàs Marca fins al 1870, en un establiment situat a l'interior de l'illa de cases formada pels carrers Nord (per on s'entrava), Anselm Clavé, Gran Via i plaça de Sant Agustí. El 1877 va fixar el seu estudi a Girona, al terrat del núm. 8 del carrer Abeuradors. Més endavant, i ja ajudat pels seus nebots Octavi i Emili Unal i Ricoma, es traslladà al núm. 7 de la plaça Constitució (actual plaça del Vi). El 1920, Emili s'independitzà i s'establí al número 12 del carrer Ciutadans amb el nom de “Fotografia Ideal”, fins que cinc anys més tard, el 1925, es traslladà i obrí galeria a Molins de Rei, on tingué continuïtat en els successors fins als anys 80.
A Octavi Unal l'ajudaren els seus fills Octavi, que restà a Girona i continuà el negoci fins al 1983, i Isidre Unal i Anchelergues que continuà l'activitat a la galeria de Figueres fins a la seva mort el 1943. Després de la mort d'Isidre l'establiment figuerenc passà a mans del fotògraf Melitó Casas (Meli).